# Großneumarkt

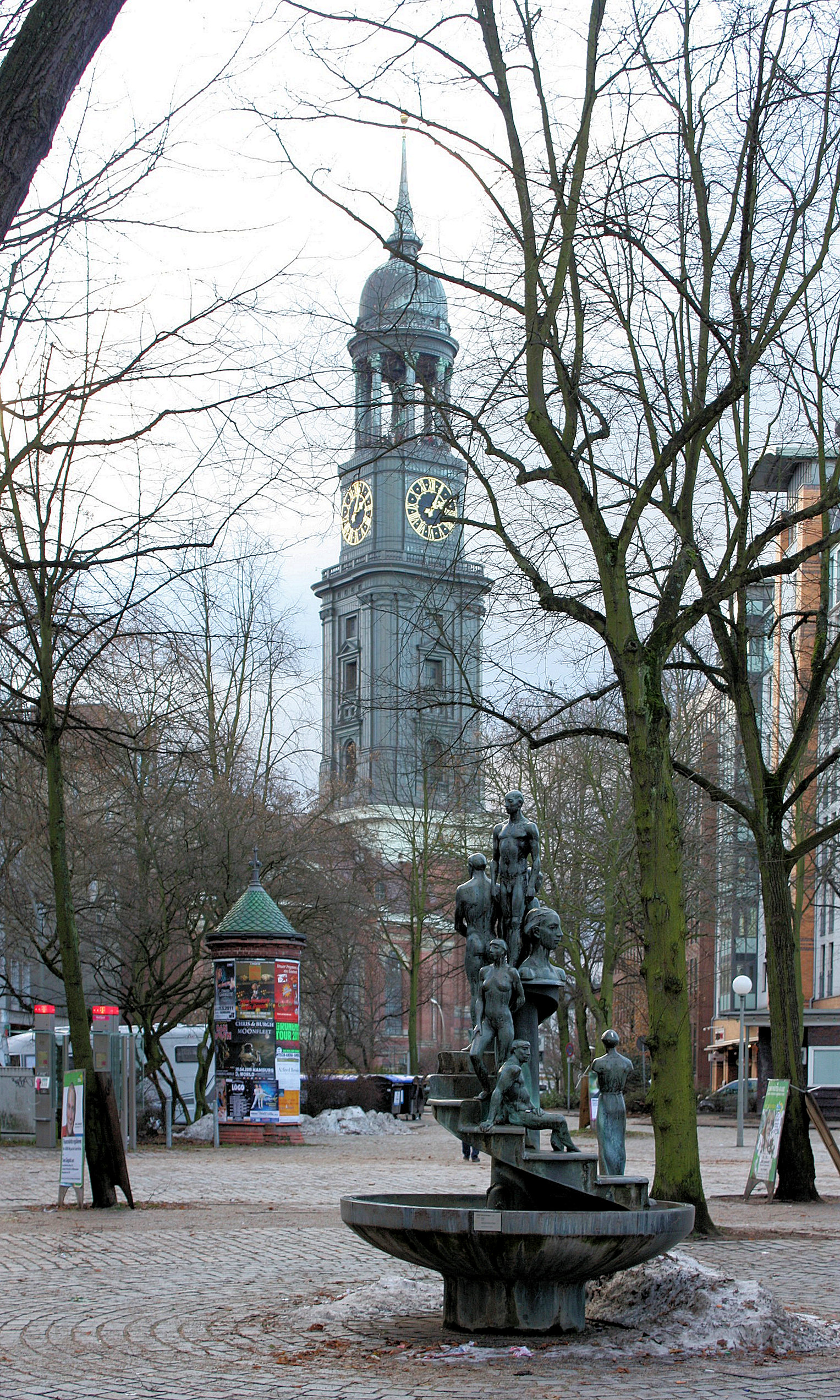
Der Großneumarkt nach Süden mit Litfaßsäule, Brunnen und Michel

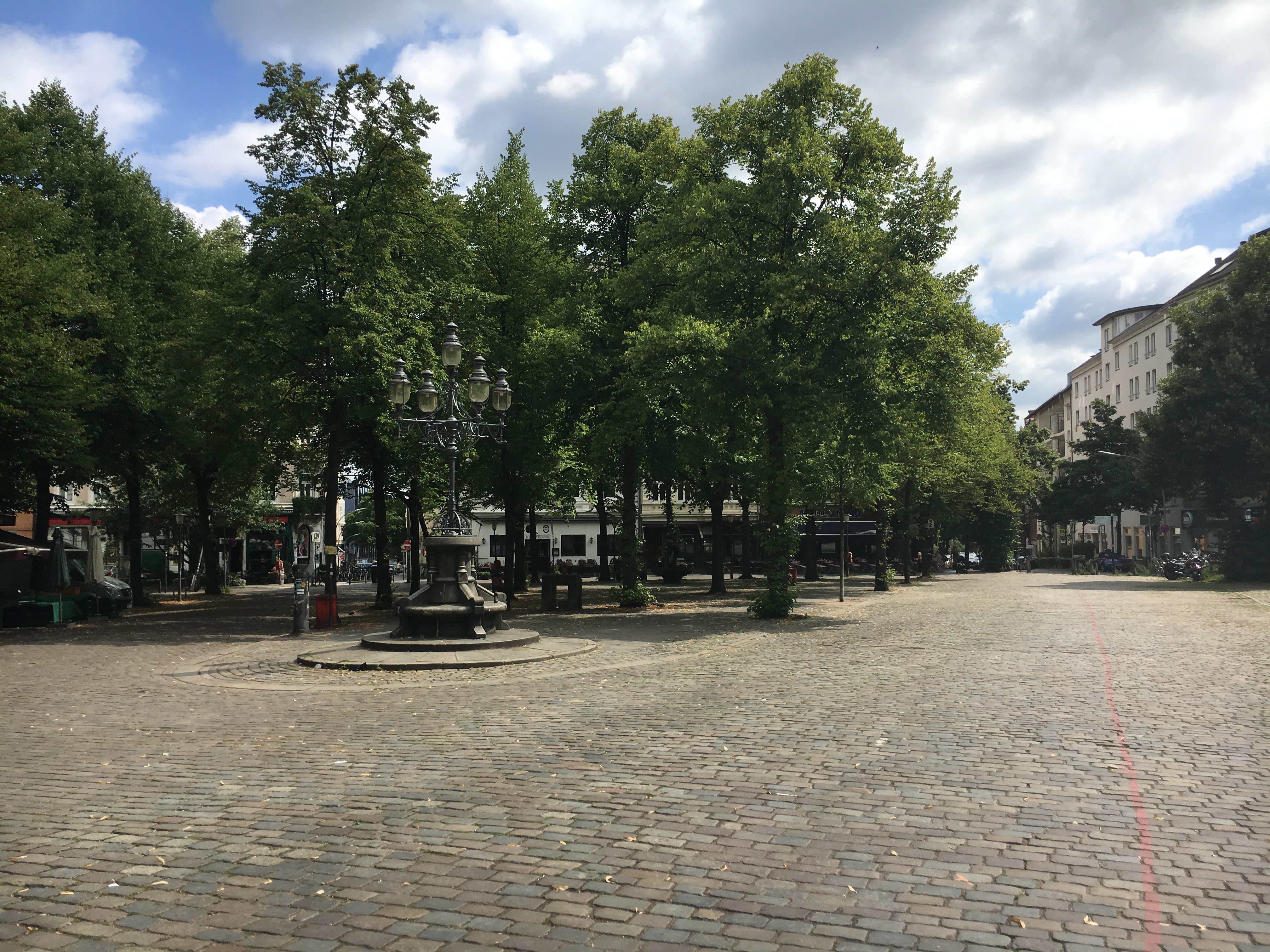
Großneumarkt nach Osten mit Kandelaber und Linden

Der Großneumarkt (früher auch Großer Neumarkt) ist ein zentraler Platz der im 17. Jahrhundert entstandenen Hamburger Neustadt.

## Lage
Der etwa 90 × 90 Meter große Platz liegt im Herzen des Stadtteils, etwa auf halbem Wege zwischen der Stadthausbrücke und dem Millerntor, sowie rund 100 Meter nördlich der Ludwig-Erhard-Straße. Von Norden münden Markusstraße und Thielbek auf dem Platz, von Osten Wexstraße und Alter Steinweg, von Südosten die Erste Brunnenstraße sowie von Westen der Neue Steinweg. Die frühere Schlachterstraße, die einst im Süden des Platzes zur St.-Michaelis-Kirche (dem „Michel“) führte, wurde im Zweiten Weltkrieg zerstört und durch eine kleine Parkanlage ersetzt, die den Blick zum Michel öffnet.
Der Platz ist fast vollständig gepflastert und mit Linden bestanden und umsäumt. Über drei Zufahrten ist der Platz für die Marktleute während der Wochenmärkte oder bei Veranstaltungen befahrbar.

## Geschichte

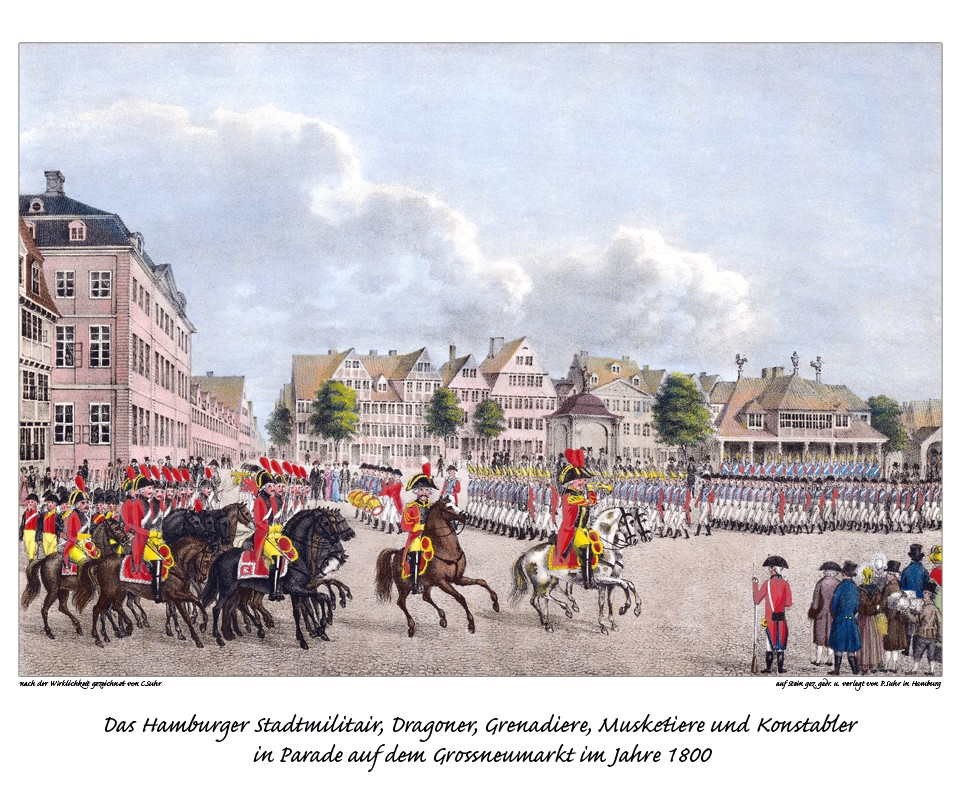
Parade des Stadtmilitärs auf dem Großneumarkt 1800 (Gebrüder Suhr)

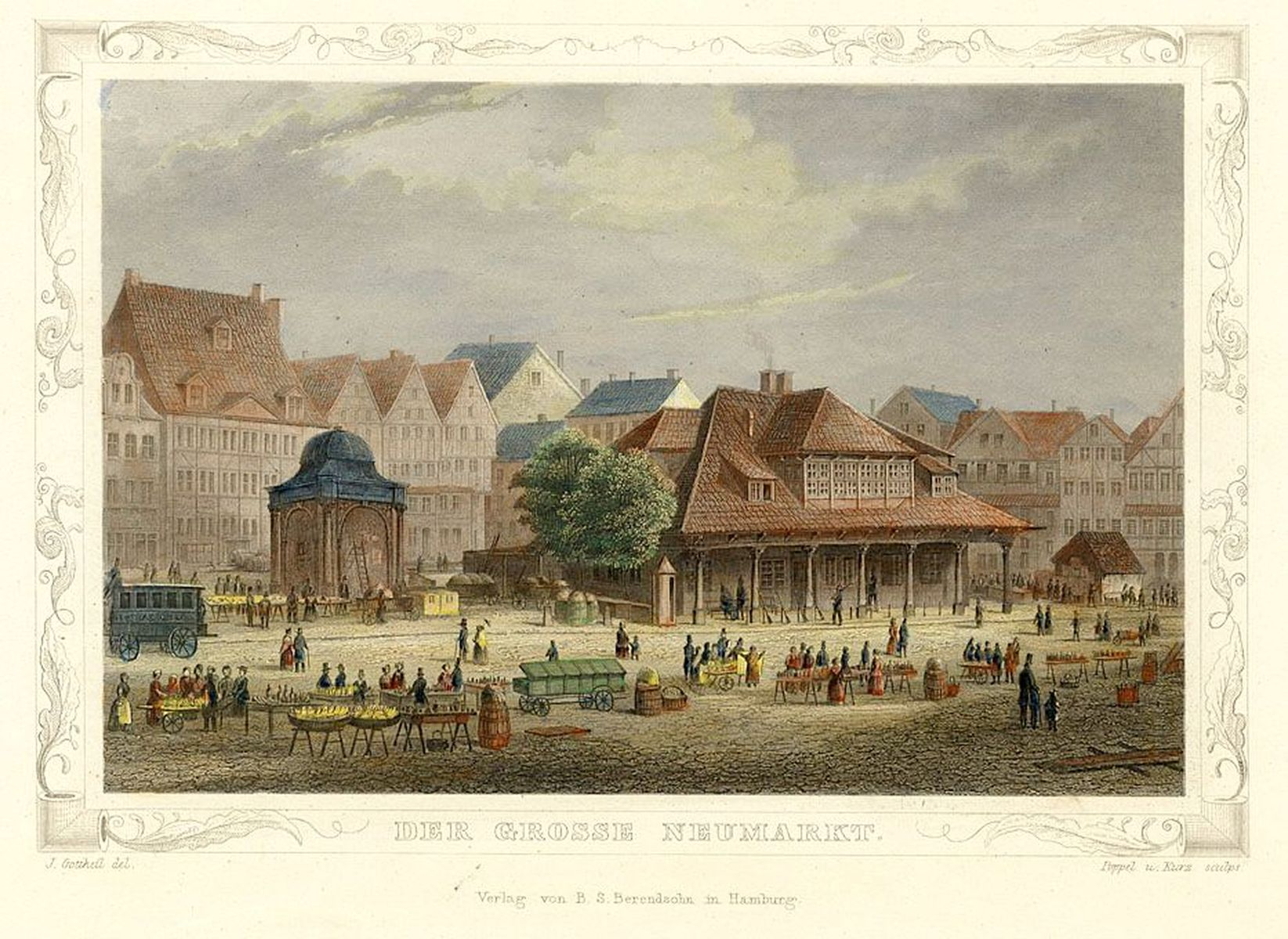
Markttreiben auf dem „Großen Neumarkt“ um 1850, im Hintergrund Brunnen und Wachhaus

Der Platz entstand nach der Einbeziehung der heutigen Neustadt in die Hamburger Stadtbefestigung und wurde zwischen 1624 und 1660 zunächst von drei Seiten bebaut. Der vom Hamburger Rat auch mit dem Entwurf eines Straßennetzes beauftragte Festungsbaumeister Johan van Valckenburgh sah für die Neustadt vier Plätze vor: Gänsemarkt, Schaarmarkt, Zeughausmarkt sowie den zentral an einer alten Landstraße (Alter und Neuer Steinweg) gelegenen „Neuen Markt“ (forum novum). Für diesen bürgerte sich – zwecks Unterscheidung vom früher ebenfalls als „Neumarkt“ bezeichneten Hopfenmarkt in der Altstadt – alsbald der Name Großer Neumarkt ein, später erst volkstümlich und seit 1899 auch offiziell zu Großneumarkt verkürzt.
Im Vergleich zu den Märkten der Altstadt spielte der Großneumarkt nur eine untergeordnete Rolle für den Warenhandel. Er diente vor allem als Sammel- und Exerzierplatz für das Hamburger Stadt- und Bürgermilitär. In der Frühen Neuzeit war er auch ein Zentrum der Anwerbung von Söldnern für auswärtige, z. B. kaiserliche oder dänische Dienste. Auf dem Platz stand bis 1859 ein zuletzt als Polizeiwache genutztes großes Wachgebäude (später durch die nahegelegene „Hüttenwache“ ersetzt); anfangs gab es auch einen „Hölzernen Esel“ zur Bestrafung von (Militär-)Gefangenen.
1704 erhielt der Platz einen 60 Fuß tiefen Brunnen mit steinernem Aufbau; von 1750 bis 1781 stand hier außerdem ein hölzerner Glockenturm als Ersatz für die durch Blitzschlag zerstörte und im Wiederaufbau befindliche Michaeliskirche.
Neben seiner militärischen Funktion wurde der Großneumarkt auch als Jahrmarkt von „Marktschreiern, Magiern, Zahnbrechern und Wurmdoktoren“ bevölkert, insbesondere nachdem die Hamburger Domkirche 1807 abgerissen wurde und die dortigen Händler sich auf andere Plätze der Stadt verteilten. Zu den Schaustellern auf dem Großneumarkt gehörte unter anderem auch der Tierhändler Carl Hagenbeck.

## Bebauung
Rund um den Großneumarkt befinden sich überwiegend Gebäude aus der zweiten Hälfte des 19. Jahrhunderts, die teilweise unter Denkmalschutz stehen. An der ehemaligen Schlachterstraße am Durchgang zum Michel befanden sich zwei jüdische Wohnstifte, das Marcus-Nordheim-Stift und das Lazarus-Gumpel-Stift. Erhalten am südöstlichen Rand ist das denkmalgeschützte Hertz-Joseph-Levy-Stift von 1855 mit schlichter Backsteinfront für ältere bedürftige Mitglieder der jüdischen Gemeinde als Zeugnis jüdischen Lebens in der Neustadt. Allein aus diesen Häusern wurden in der Zeit der nationalsozialistischen Herrschaft 169 Juden deportiert. Ausgehend von der ehemaligen Polizeirevierwache 14 und fünf weiteren Wachen wurden 1940 in der sogenannten „Zigeuneraktion“ 551 Roma und Sinti nach Polen deportiert. Die Anzahl der bisher verlegten Stolpersteine vor den Häusern zeigt nur einen Bruchteil menschlicher Schicksale aus dieser Zeit. Die ehemalige Polizeirevierwache wurde umgebaut zum reinen Wohnhaus und nennt sich seitdem Haus „Alte Wache“.
Im Südwesten neben der damaligen Schlachterstraße wurden die oberen Stockwerke der denkmalgeschützten „Pelikan-Apotheke“ zerstört. Die Apotheke wurde Ende des 17. Jahrhunderts an diesem Standort gegründet, das jetzige Gebäude wurde 1913 von Jacob & Ameis erbaut. Das alte Portal des Vorgängerhauses wurde in das neue Gebäude integriert, darüber ziert die Fassade das Wappentier der Apotheke, ein Pelikan mit seinem Nachwuchs. Im Inneren befinden sich Teile der historischen Einrichtung sowie ein geschmiedeter Segensspruch über dem Verkaufstresen. Rechts neben der Apotheke und am Neuen Steinweg wurden die früheren Flachbauten durch einen Rundbau ersetzt.
Auf der Ostseite des Platzes zwischen der Wexstraße und dem Alten Steinweg befinden sich zwei erhaltene Wohnhäuser aus dem 19. Jahrhundert, ebenerdig Gastronomie. Das Toilettenhaus stammt aus den 1920er Jahren und ist während des Wochenmarktes geöffnet. Seit einigen Jahren befindet sich ein Eis-Café dort.
Auf dem Platz an der Nordseite erinnern einige ehemalige Verkaufs-Pavillons an die Erfindung der Currywurst, die in der verfilmten Novelle von Uwe Timm beschrieben wird und nach der Überlieferung 1947 hier in einem Imbiss erstmals angeboten wurde.

### Szene

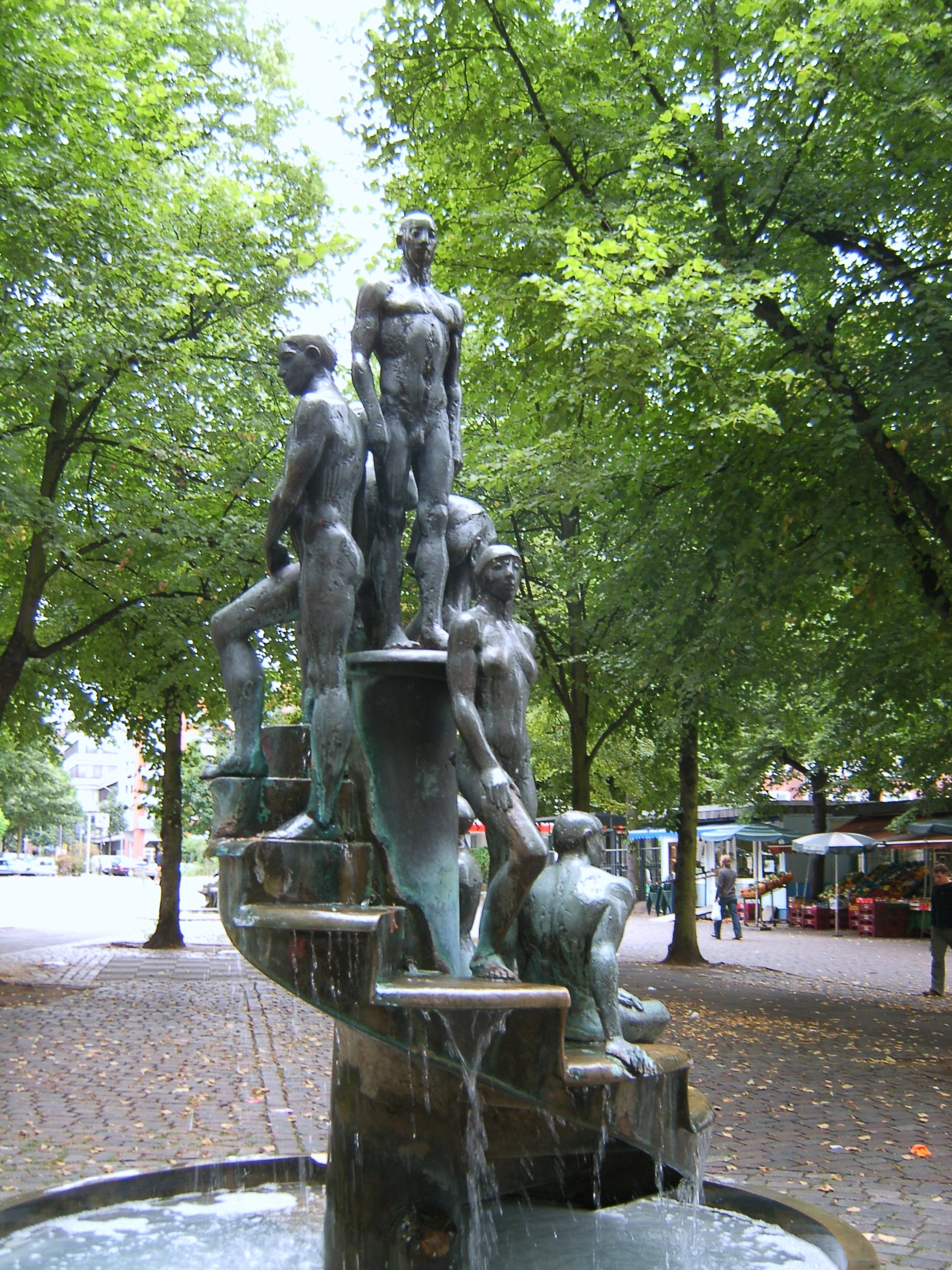
Den Großneumarktbrunnen schuf Doris Waschk-Balz ab 1976

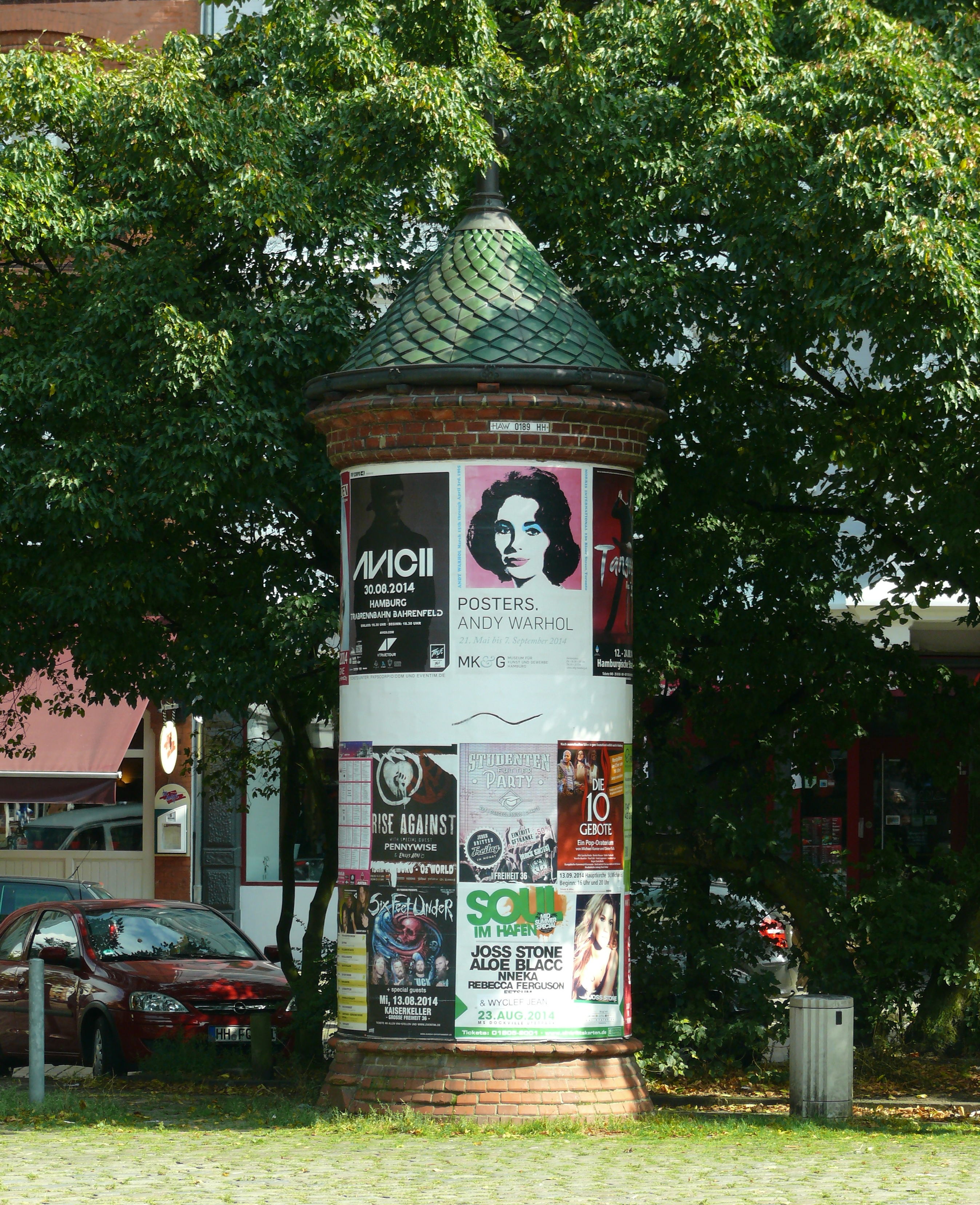
Denkmalgeschützte Litfaßsäule um 1900

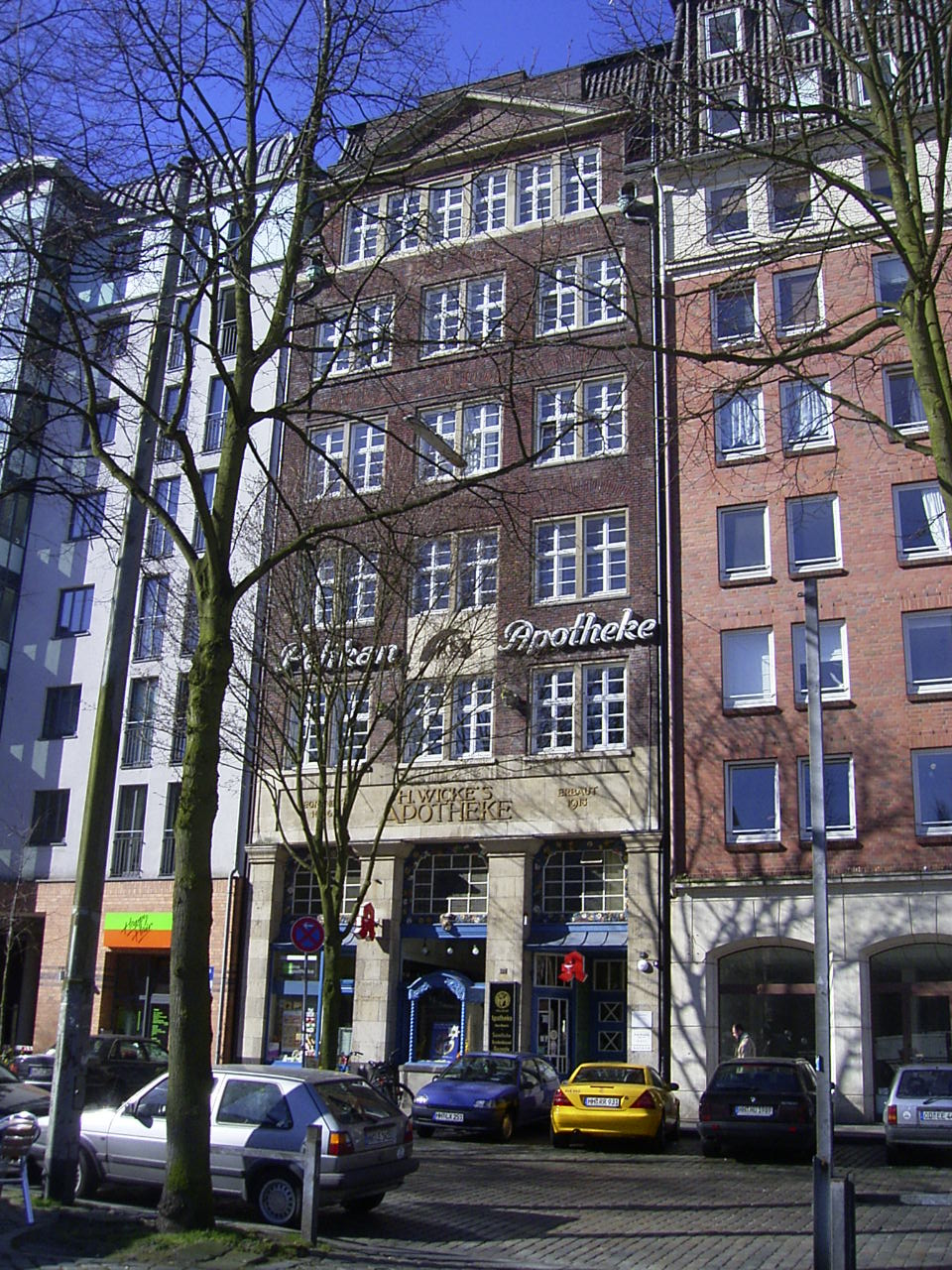
Pelikan-Apotheke

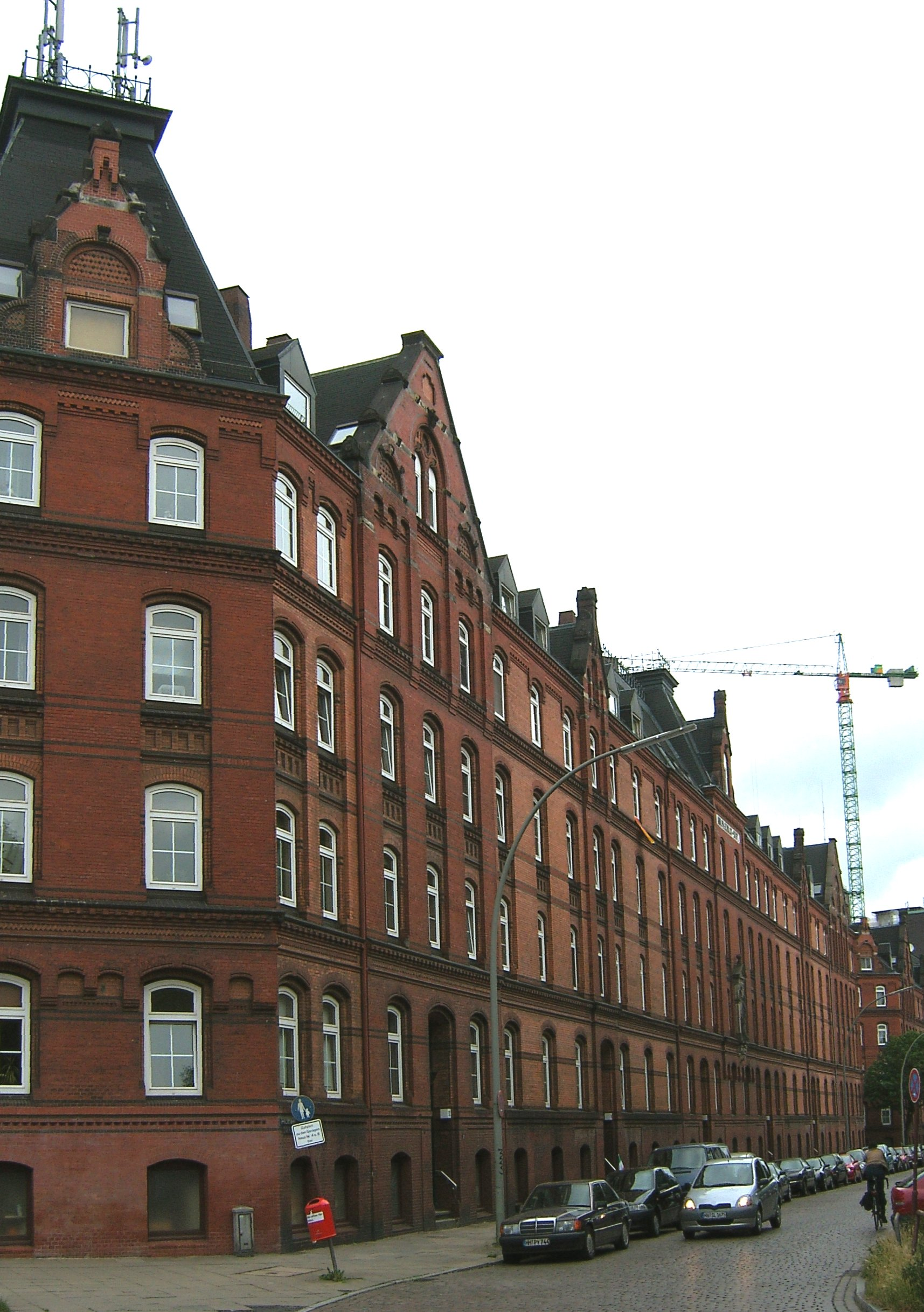
Wohnhaus der Abraham-Philipp-Schuldt-Stiftung
Ecke Enckeplatz / Hütten

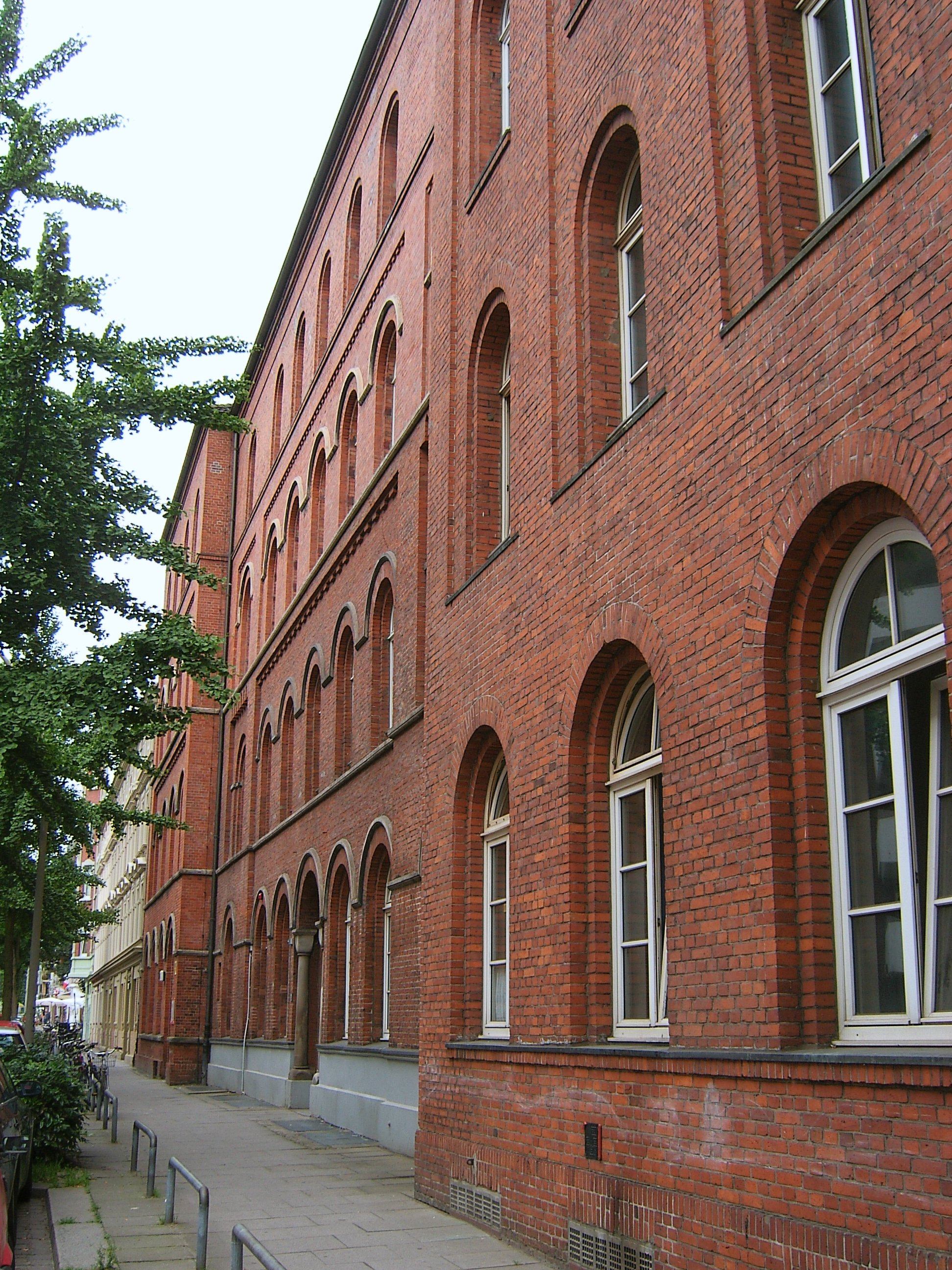
Gefängnis Hütten (* 1858), Architekt Forsmann

Seit den 1950er Jahren gibt es am Großneumarkt eine lebhafte Kneipen- und Klubszene. Auch Homosexuelle verkehrten hier, da das Viertel bis zur Reform des Paragraphen 175 im Jahr 1969 ein „Geheimtipp“ war.
Hierher zog der Star-Club, nachdem er in der Großen Freiheit schließen musste, und hielt sich bis Anfang der 1980er Jahre. Einer der bekanntesten Jazzkeller Hamburgs, der Cotton Club, ist auch nur wenige Schritte entfernt. Im Schwenders an der Ecke zum Alten Steinweg wurde dreißig Jahre lang klassische Musik gespielt, bis es 2007 geschlossen wurde, und bei Goldi’s traf man die seltsamsten Typen der Stadt.
Der Großneumarkt war neben der sogenannten „Eppendorfer Szene“ einer der Treffpunkte sowohl zum Frühschoppen wie auch zum Nachtbummel in Hamburg.

### Sehenswürdigkeiten
- Im vier Meter hohen Jubiläums- oder Großneumarktbrunnen aus Bronze der in Hamburg lebenden Bildhauerin Doris Waschk-Balz steigt eine Wendeltreppe aus dem Brunnenbecken in Form einer runden Feuerschale empor, auf deren Stufen sich drei Männer, drei Frauen und eine überlebensgroße Frauenbüste befinden. Das Motiv der Drehung der Wendeltreppe wird von einzelnen Figuren aufgenommen. Die Frau der untersten Stufe ist bekleidet und hat nur Armansätze, die anderen sind nackt. Der zweite Mann sitzt, alle anderen stehen, wobei der oberste Frauenkörper ein Torso ist. Die vom Wasser vor Feuer geschützten Figuren spielen auf die Kriegszerstörungen des Platzes im letzten Weltkrieg an und sind ein Motiv für die Hamburger Feuerkasse, die den Brunnen 1976 wie die  Brunneninschrift festhält aus Anlass ihres 300-jährigen Bestehens stiftete.
- eine von acht verbliebenen denkmalgeschützten Litfaßsäulen in Hamburg aus der Zeit um 1900 mit kegelförmigen grünen Keramikdach und der sog. Hamburger Rose an der Dachspitze
- Großneumarkt 37, Gebäude sowie die darin befindliche historische Einrichtung der Pelikan-Apotheke
- Fünfflammiger Kandelaber aus den Anfängen der Straßenbeleuchtung
- Buchstabenrätsel aus Sandstein von Andreas Hilke
- Großneumarkt 54–56, Hertz-Joseph-Levy-Stift
- Das 1893 errichtete Gebäude der ehemaligen Polizeirevierwache 14 (aufgelöst und zusammengelegt mit dem Kommissariat im Jahr 2002 an der Caffamacherreihe) ist als Kulisse aus der TV-Serie Großstadtrevier bekannt und heute zum Wohngebäude umgebaut.

## Umgebung
Bis zur Mitte des 19. Jahrhunderts war der Großneumarkt von ausgedehnten Gängevierteln aus Fachwerkhäusern umgeben. Zwar blieb die Neustadt vom Großen Brand 1842 verschont, doch setzten bald darauf Bestrebungen ein, die vorwiegend von ärmeren Bevölkerungsschichten bewohnten und als „ungesund“ und „kriminell“ geltenden Viertel zu „sanieren“: Ab 1866 kauften die Gebrüder Ernst und Hermann Wex systematisch Grundstücke östlich des Platzes auf, legten die Wex- und Brüderstraße neu an und bebauten sie mit repräsentativen Etagenhäusern für zahlungskräftige Mieter. Auch die übrigen Gängeviertel wurden bis in die 1930er Jahre schrittweise abgerissen. Von der einstigen Bebauung haben sich nur der 1761 erbaute denkmalgeschützte Paradieshof am Alten Steinweg 11, ein viergeschossiger Fachwerkbau mit wegen seiner Voluten holländisch anmutender Backsteinfassade mit Lisenen, und ein ebenfalls unter Denkmalschutz stehendes Fachwerkgiebelhaus von 1780 an der Thielbek 13 erhalten.
Bis Ende des 19. Jahrhunderts war die Neustadt zudem das Hauptwohngebiet der Hamburger Juden, deren erste Synagoge in den Kohlhöfen lag, in unmittelbarer Umgebung der Kirchen weiterer Religionsgemeinschaften. Ebenfalls in den Kohlhöfen (Nr. 28) liegt die von der Patriotischen Gesellschaft gegründete erste öffentliche Leihbücherei Hamburgs in dem 1907–1909 von Hugo Groothoff errichteten Gebäude.
Nach dem Zweiten Weltkrieg wurde das von Bomben verwüstete Gebiet südlich des Großneumarktes für den Bau der Ost-West-Straße abgerissen. Diese trennt seitdem den nördlichen vom südlichen Bereich des Viertels. Heute heißt dieser Teil der Straße Ludwig-Erhard-Straße. Die später entstandenen hohen Bauten der Hamburger Sparkasse sowie der Versicherung Deutscher Ring fügen sich nicht in das historische Flair mit ein.

### Hütten
Der Name der nahegelegenen Straße Hütten ursprünglich „Bei den Hütten“ erinnert an die früheren Soldatenunterkünfte, kleine, freistehende Häuschen, an den Wallanlagen zu Beginn des Dreißigjährigen Krieges. Wegen der auf den Wallanlagen befindlichen Mühlen durften hier keine hohen Häuser errichtet werden. Als Ersatz für die Wache am Großneumarkt wurde hier 1858 die „Hüttenwache“ erbaut, mit Arrestlokal für kleine Straftäter. 1915 wurde das Gebäude erweitert. Das Gefängnis, das in Bürgerschaftsdebatten der 1920er Jahre als „übles Loch“ bezeichnet wurde, diente unter der Herrschaft der Nationalsozialisten zur Inhaftierung politischer Gegner. So war der Widerstandskämpfer Helmuth Hübener im Jahr 1942 hier für mehrere Monate inhaftiert, bevor er im Alter von 17 Jahren in Berlin-Plötzensee hingerichtet wurde. Nach den Novemberpogromen von 1938 wie auch ab 1941 wurde Hütten ebenfalls zur Gefangenhaltung von Juden vor ihrer Deportation benutzt. Seit 1985 gemahnt eine Gedenktafel am Gebäude an diese Vorgänge.

### Peterstraße
Die Wohnanlage in der Peterstraße ließ Alfred Carl Toepfer nach historischen Formen errichten, da ein Erhalt der Gebäude unwirtschaftlich war. Toepfer übernahm 1965 auf Bitten des damaligen Ersten Bürgermeisters Herbert Weichmann auch das Beyling-Stift (Peterstraße Nr. 39). Dieses war 1751 von Wilhelm Gottfried Oelckers als Wohnhaus erbaut worden, 1824 von Johann Beyling worden gekauft und 1899 für Altenwohnungen gestiftet worden. Toepfer ließ es in den historischen Formen restaurieren. Ende der 1960er Jahre ließ Alfred Töpfer nach alten Plänen Bürger- und Kaufmannshäuser errichten. Die historische Neustadt, deren Bebauung durch Fachwerkhäuser und enge Gassen charakterisiert war, hat nie so ausgesehen. Der Name Peterstraße ist auf die Petrikirche zurückzuführen. Im Sprengel Michaelis wurden im 17. Jahrhundert die Straßen nach den Patronen der Hauptkirchen der Altstadt benannt.
In der Peterstraße Nr. 39 befindet sich seit 1971 das Johannes-Brahms-Museum. Unter anderem befinden sich hier sämtliche Werke von Brahms auf CD und eine Präsenzbibliothek von 300 Bänden. Das 2011 eröffnete Telemann-Museum befindet sich seit 2015 in der Peterstraße 31, zusammen mit dem Carl-Philipp-Emanuel-Bach-Museum und dem Johann-Adolf-Hasse-Museum.

## Bildergalerie

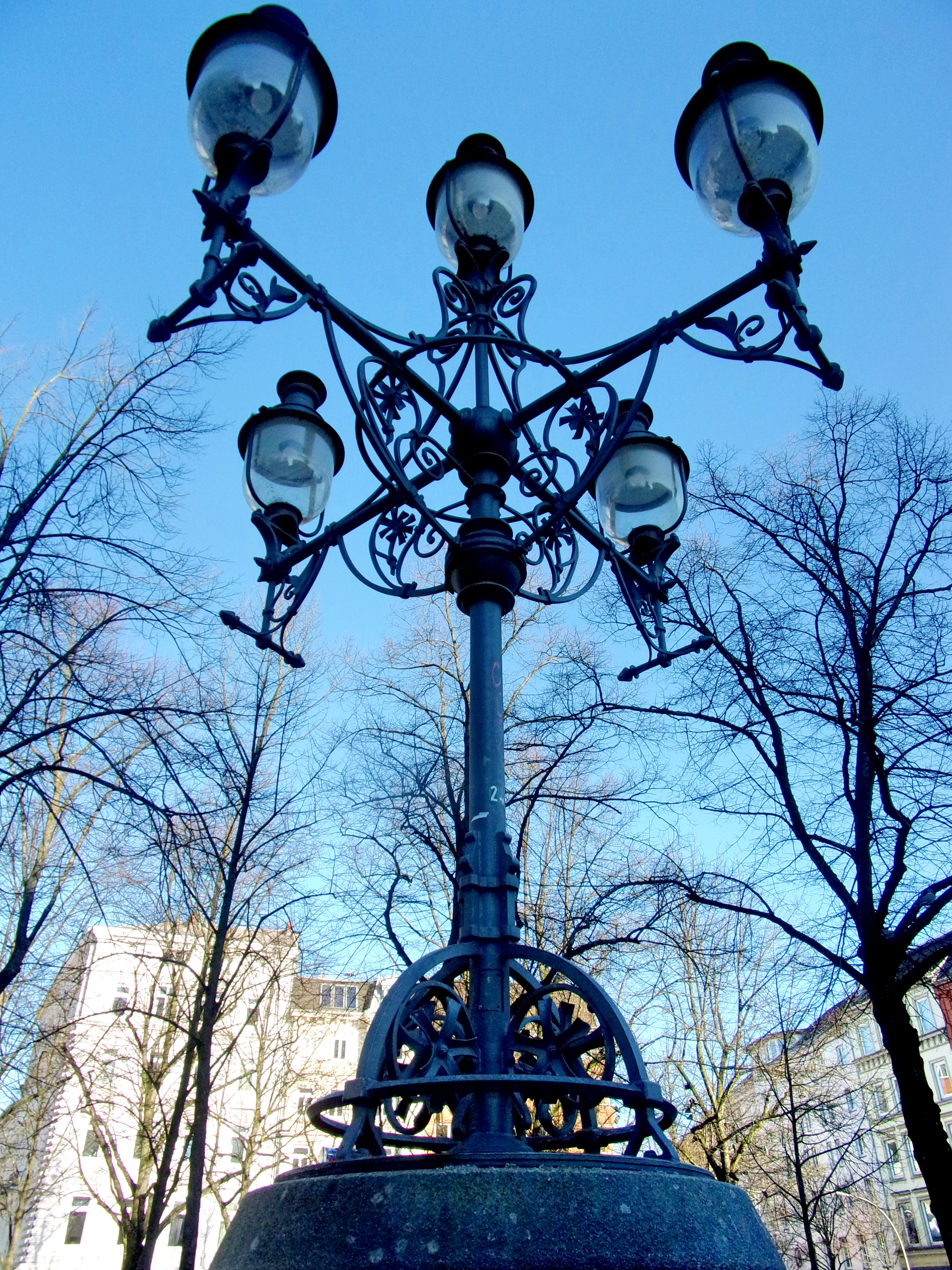
Kandelaber am Großneumarkt
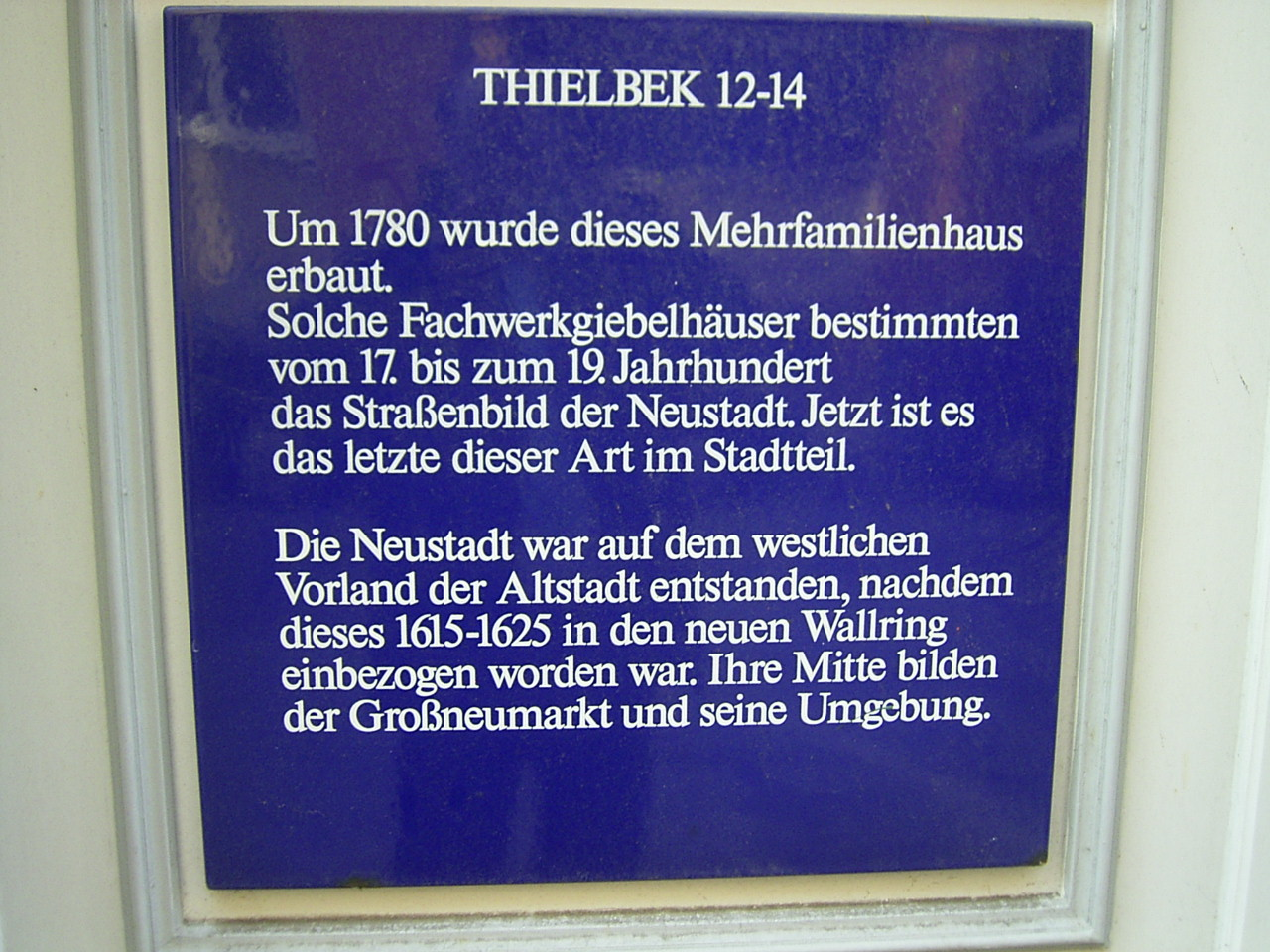
Denkmalschutztafel am Fachwerkhaus Thielbek 12–14
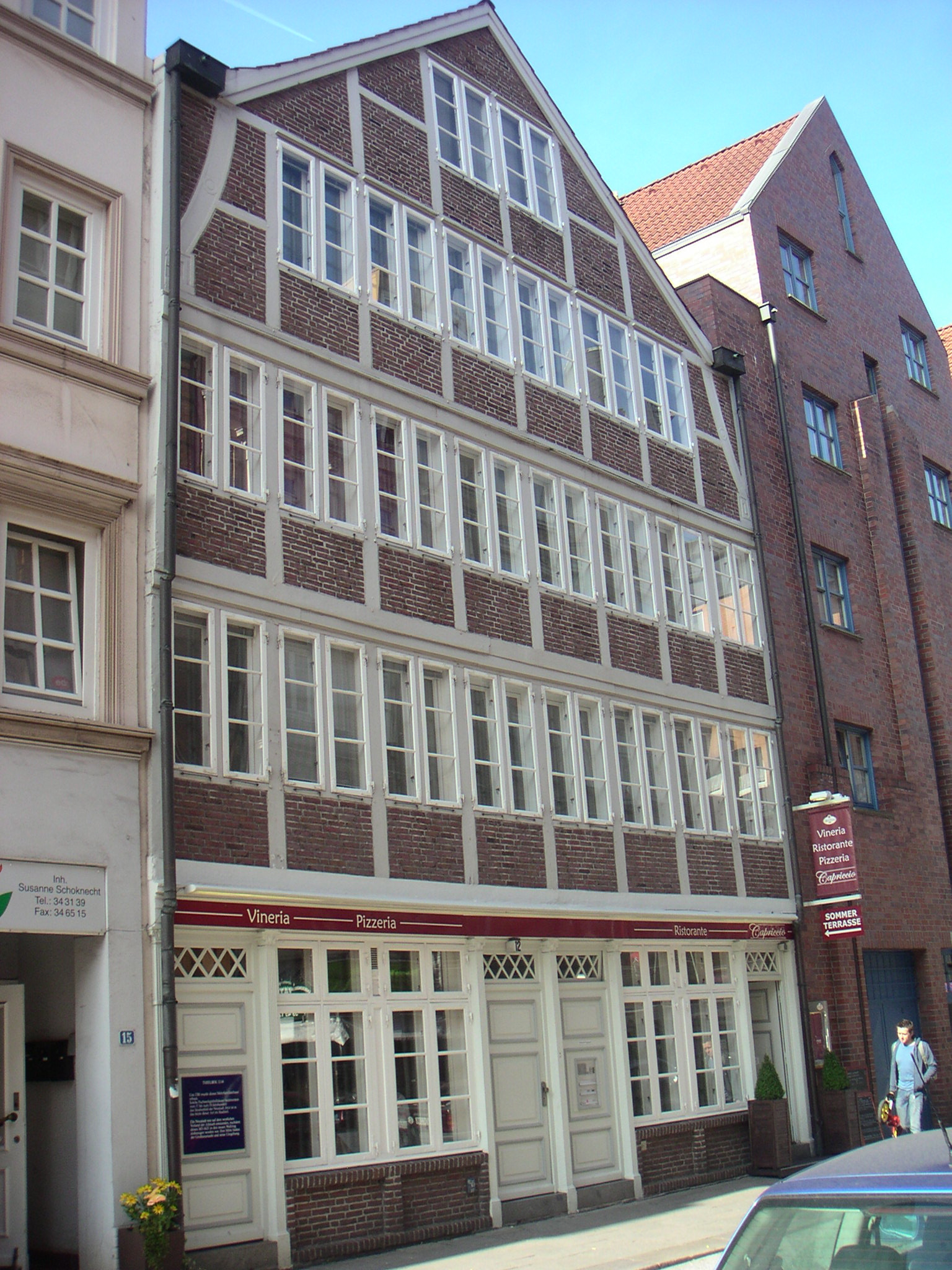
Denkmalgeschütztes Fachwerkgiebelhaus 1780 Thielbek 12–14
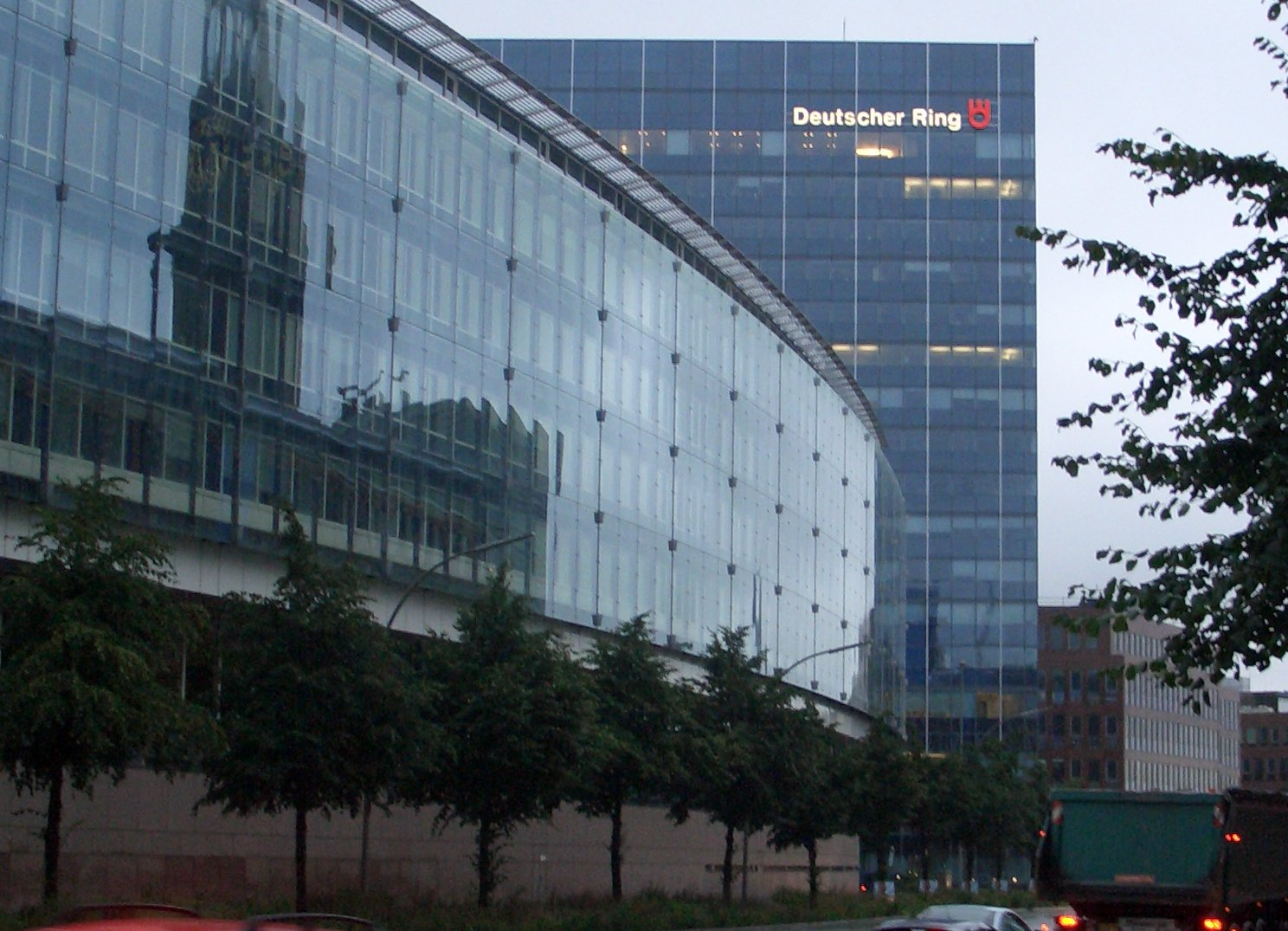
Verwaltungsgebäude Deutscher Ring
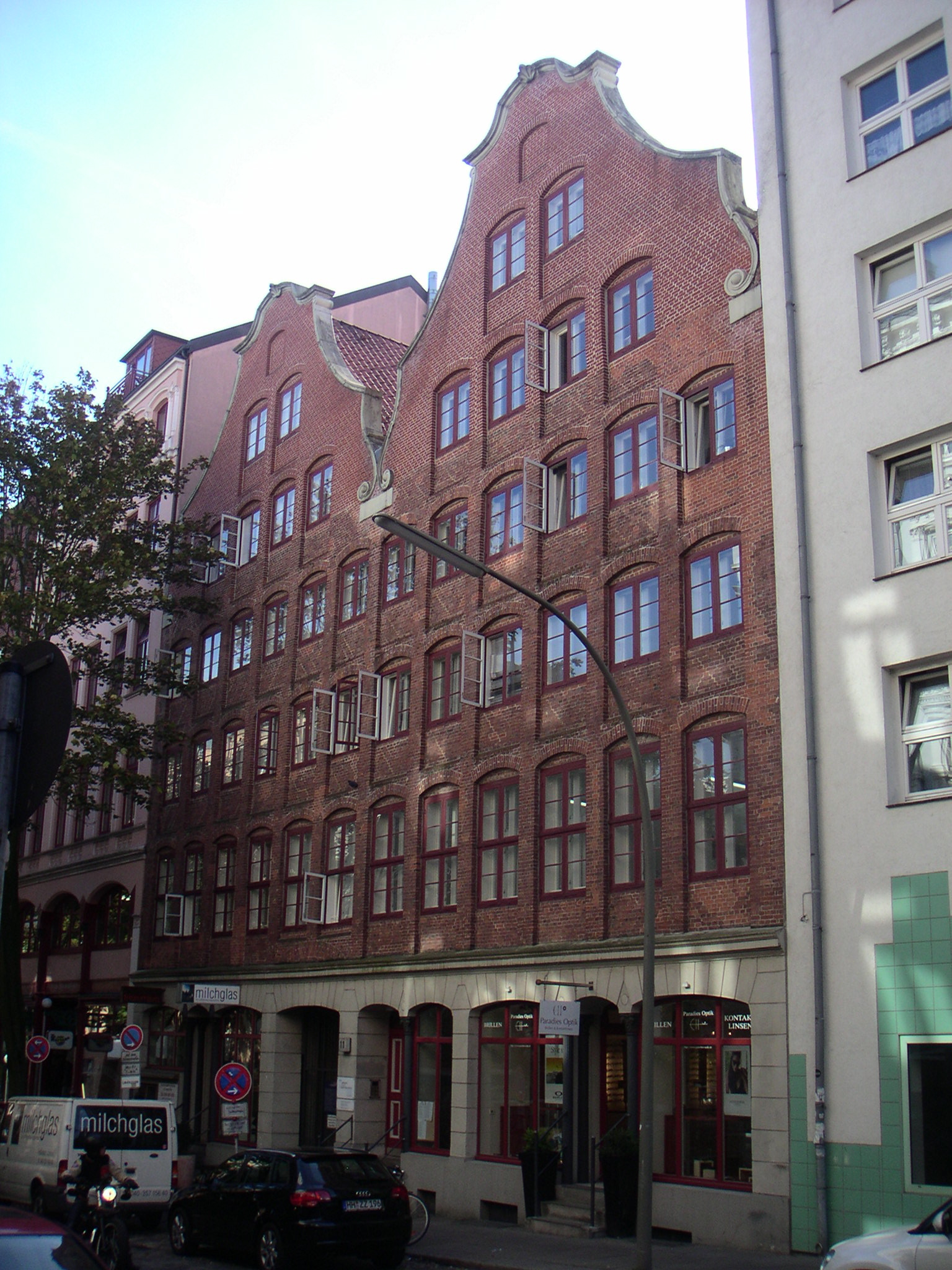
Vorderhaus zum ehemaligen Paradieshof am Alten Steinweg 11, 1761
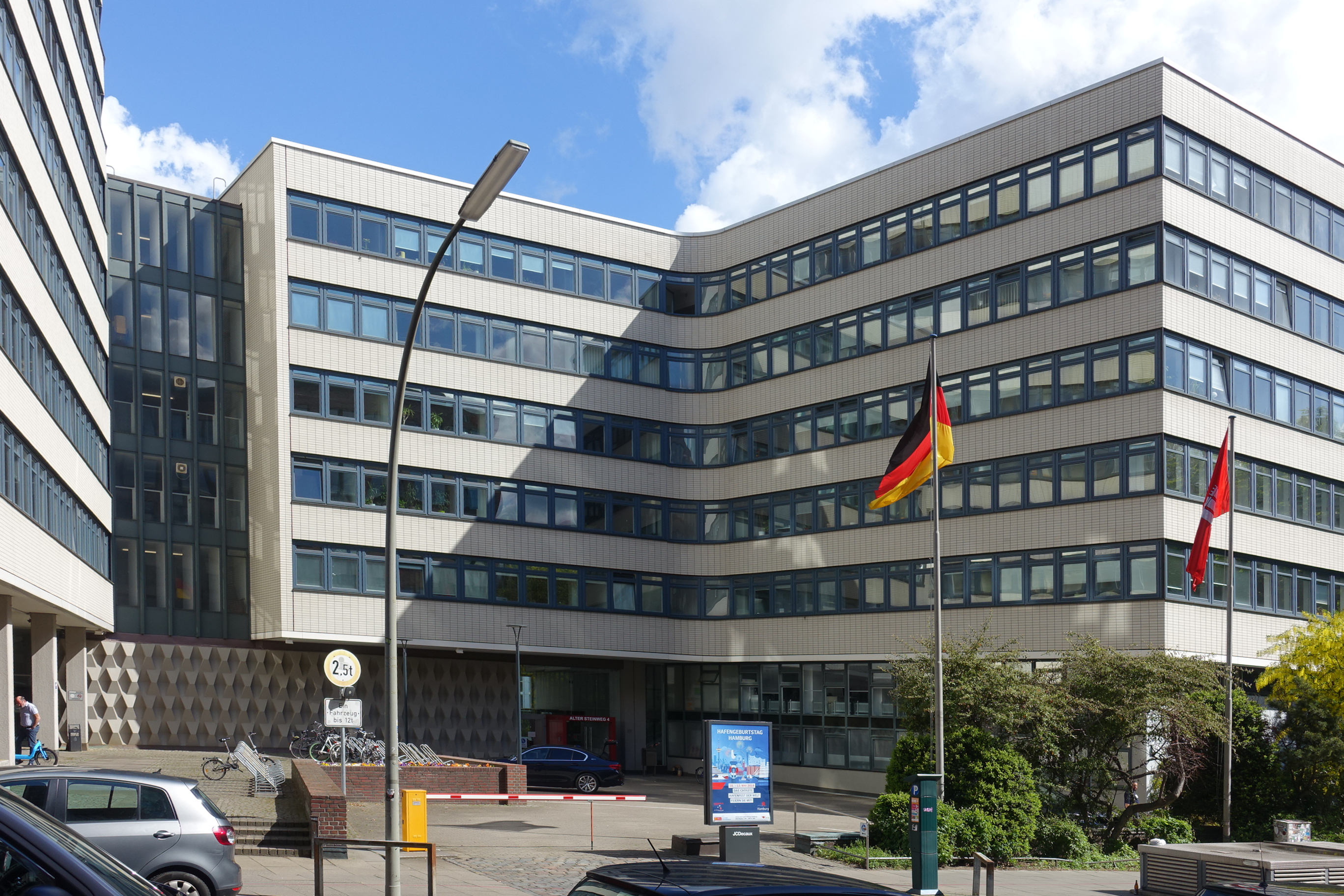
Denkmalgeschütztes Bürogebäude von Werner Kallmorgen und Georg Schiefler, 1957–1969, Alter Steinweg 4, Wexstraße 7
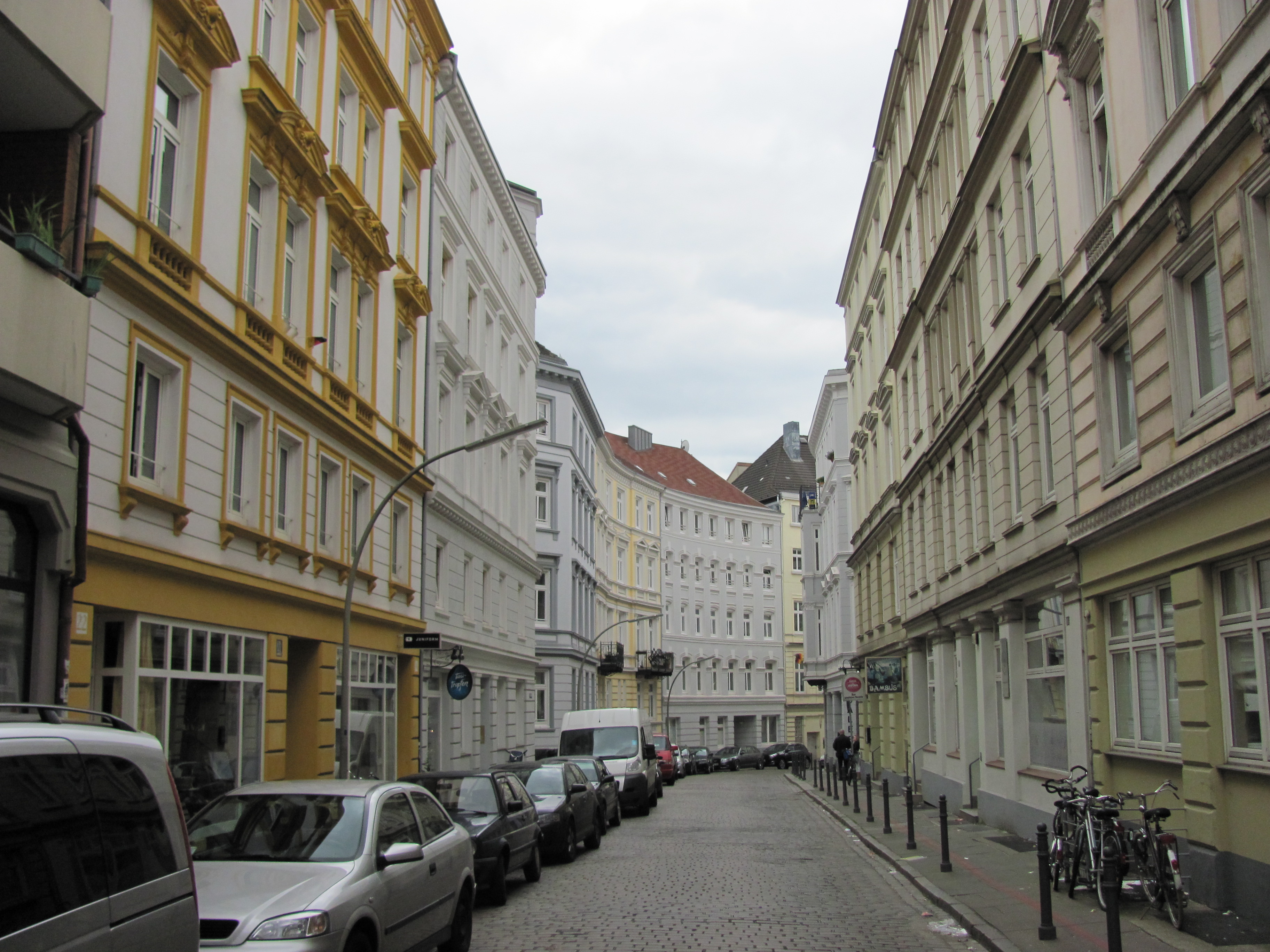
Brüderstraße
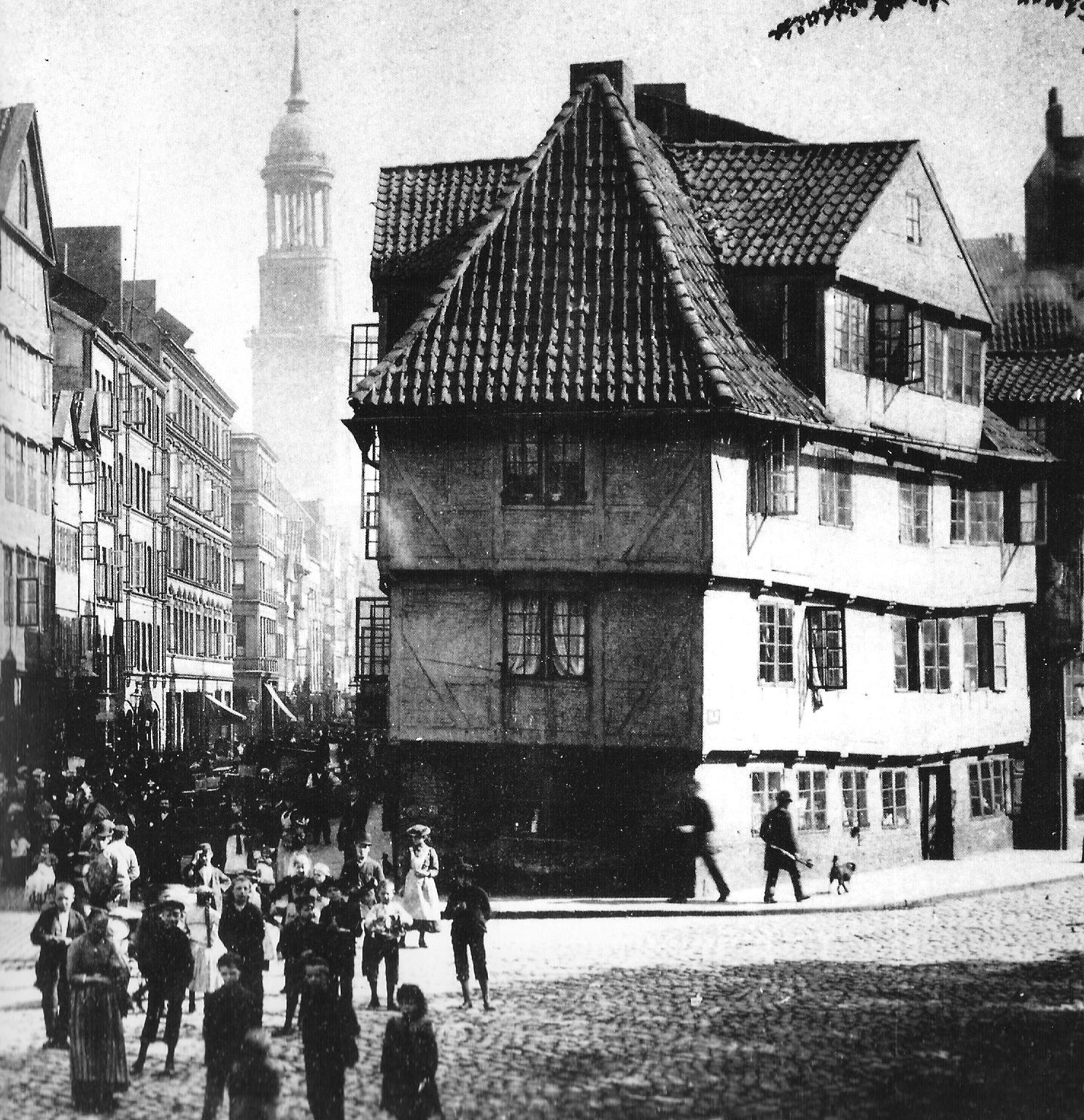
Hütten 1890
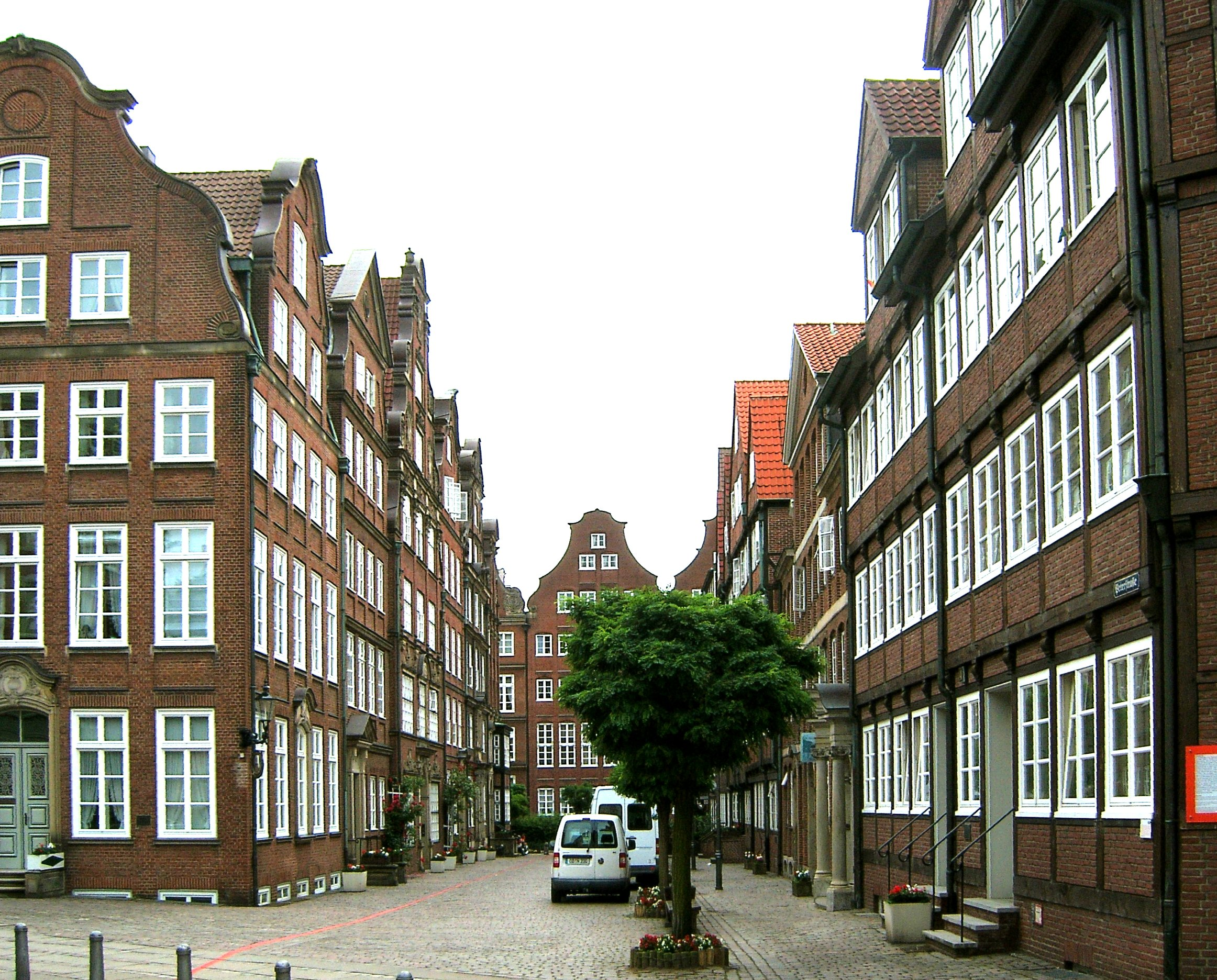
Peterstraße